# Neorosacea repanda
Neorosacea repanda är en nässeldjursart som först beskrevs av Grace Odel Pugh och Youngbluth 1988.  Neorosacea repanda ingår i släktet Neorosacea och familjen Prayidae. Inga underarter finns listade i Catalogue of Life.